# Inhibicja (prawo)
Inhibicja – wstrzymywanie biegu sprawy sądowej przez władzę królewską, wstrzymanie postępowania sądowego.